# Demeljoch
Le Demeljoch est une montagne qui s’élève à 1 923 ou 1 924 m d’altitude, dans les Karwendel, à la frontière entre l'Allemagne et l'Autriche.